# Pluzunet
 Pluzunet  (en bretón Plûnet) es una población y comuna francesa, situada en la región de Bretaña, departamento de Côtes-d'Armor, en el distrito de Lannion y cantón de Plouaret.

## Demografía
| 1159 | 1149 | 1058 | 1036 | 1021 | 986 | 1009 |
| Para los censos de 1962 a 1999 la población legal corresponde a la población sin duplicidades (Fuente: INSEE [Consultar]) |      |      |      |      |     |      |